# Ken Smith (pilote automobile)
Pas d'image ? Cliquez ici
Kenneth James Smith, dit Ken Smith, né le 11 août 1941 à Auckland, est un pilote automobile néo-zélandais. Triple vainqueur du Grand Prix de Nouvelle-Zélande (en 1976, 1990 et 2004), il est célèbre pour sa longévité en compétition automobile, pilotant depuis 1958.

## Biographie
Ken Smith fait ses débuts en compétition automobile en 1958, à l'âge de seize ans, où il remporte le championnat de Nouvelle-Zélande de course de côte. Il fait ses débuts en monoplace en 1962, sur une Formule Junior de Lola Cars. Au cours de sa carrière, il pilote entre autres en Formule Ford, Formule 5000, Formule Pacific, ou plus récemment en Toyota Racing Series. 
Il remporte les Gold Star Drivers Award, récompense néo-zélandaise, à cinq reprises entre 1976 et 1990. En plus de ses trois victoires au Grand Prix automobile de Nouvelle-Zélande, il remporte également le Grand Prix de Penang à trois reprises, celui de Selangor à deux reprises, ainsi que le Grand Prix de Malaisie en 1979.
En 1987, il devient MBE (membre de l'Ordre de l'Empire britannique), pour ses services au sport automobile. En 1995, il est intronisé au Hall of Fame du sport automobile néo-zélandais. En 2008, il reçoit le titre national de personnalité de l'année en sport automobile, puis, en 2010, il devient le récipiendaire d'un prix spécial en son honneur, pour son rôle majeur dans le sport automobile en Nouvelle-Zélande, ayant formé de nombreux jeunes pilotes néo-zélandais, tels que Scott Dixon, Brendon Hartley ou encore Liam Lawson plus récemment. En parallèle de son rôle d'instructeur pour les jeunes pilotes, il continue à piloter dans le championnat historique de Formule 5000, remportant le titre à cinq reprises entre 2009 et 2019. Il dispute chaque année le Grand Prix automobile de Nouvelle-Zélande, dans le cadre des Toyota Racing Series, à plus de 75 ans passés, affrontant des pilotes de moins de vingt ans.

## Palmarès
- 1958 : Champion de Nouvelle-Zélande de course de côte
- 1970 : Champion de Nouvelle-Zélande National 1.5 Litres
- 1971 : Vainqueur du Grand Prix de Penang
- 1972 : Vainqueur du Grand Prix de Penang
- 1976 : Vainqueur des Peter Stuyvesant International Series, Champion du Post Office Savings Bank 5000, Vainqueur du Grand Prix de Nouvelle-Zélande
- 1979 : Vainqueur du Grand Prix de Penang, Vainqueur du Grand Prix de Malaisie
- 1984 : Champion Just Juice Formula Pacific International
- 1990 : Champion Just Juice Formula Pacific International, Vainqueur du Grand Prix de Nouvelle-Zélande
- 2004 : Vainqueur du Grand Prix de Nouvelle-Zélande
- 2009 : Vainqueur des MSC F5000 Tasman Cup Revival Series
- 2010 : Vainqueur des MSC F5000 Tasman Cup Revival Series
- 2011 : Vainqueur des MSC F5000 Tasman Cup Revival Series, Vainqueur des NZFMR Super Historics
- 2016 : Vainqueur des MSC F5000 Tasman Cup Revival Series
- 2019 : Vainqueur des MSC F5000 Tasman Cup Revival Series